# شکارچیان سایه (مجموعه تلویزیونی)
 شکارچیان سایه (به انگلیسی: Shadowhunters) یک مجموعه تلویزیونی آمریکایی درام-فانتزی به کارگردانی اِد دِکتر است که بر اساس مجموعه رمان‌های شش گانه و محبوب اشیای فانی از کاساندرا کلر نوشته شده‌است. پخش این سریال، از تاریخ ۱۲ ژانویه ۲۰۱۶ از شبکه فری‌فرم (ای‌بی‌سی خانواده سابق) آغاز شد. سریال از جایی آغاز می‌شود که کلاری فریچالد(کاترین مک‌نامارا)، در روز تولد هجده سالگی اش، متوجه می‌شود کسی که تا بحال فکر میکرده‌است نیست؛ و وارد دنیای شکارچیان سایه، تلفیقی از خون انسان و فرشته، و همچنین دنیای زیرین، دارندگان خون شیطان، (خون‌آشامها، سیلی‌ها، گرگینهها، ورلاک‌ها، و شیاطین) می‌شود.
این دومین اقتباس از مجموعه رمان است که بعد از فیلم ابزار های مرگبار: شهر استخوان ها در سال ۲۰۱۳ ساخته شده است که مانند این مجموعه توسط کنستانتین فیلم تولید شده است . فصل اول شکارچیان سایه با واکنش های مختلف منتقدین روبرو شد. قسمت آزمایشی این مجموعه برای بیش از دو سال بیشترین تماشاگران را به خود در شبکه فری فورم جلب کرد. این نمایش نامزدی و جوایز متعددی را دریافت کرد ، یک جایزه رسانه ای گلد ، شش جایزه برگزیده نوجوان و پنج جایزه برگزیده مردم .
در مارس ۲۰۱۶ ، این سریال برای فصل دوم در ۲۰ قسمت تمدید شد که در ۲ ژانویه ۲۰۱۷ به نمایش در آمد. در آگوست ۲۰۱۶ ، اد دِکتر ، مجری برنامه ، سریال را به دلیل "اختلافات تولید" ترک کرد. از تاد اسلاوکین و دارن شنیمر به عنوان جانشینان دِکتر نام برده شدند. در آوریل ۲۰۱۷ ، فری فورم سریال را برای فصل سوم در ۲۰ قسمت تمدید کرد که در ۲۰ به نمایش درآمد. در ژوئن ۲۰۱۸ ، فری فورم پس از سه فصل سریال را لغو کرد ، اما دستور داد که دو قسمت پایانی ویژه که به درستی داستان سریال را به نتیجه برساند، بسازند. نیمه دوم فصل سوم با ۱۲ قسمت در ۲۵ فوریه ۲۰۱۹ اکران شد. دو قسمت ویژه و پایانی سریال در ۶ مه ۲۰۱۹ پخش شد.

## خلاصه داستان
کلاری فریچالد(کاترین مک‌نامارا)، نوجوان اهل نیویورک، در روز تولد هجده سالگی اش، و در پی گم شدن مادرش، جاسلین فریچالد(ماکسیم روی)، وارد دنیای سایه‌ها می‌شود. او متوجه می‌شود که یک شکارچی سایه(نیمی انسان و نیمی فرشته) است و در کنار اتحاد با خون‌آشامها، سیلی‌ها، گرگینهها،و ورلاک‌ها، و تحت فرماندهی کلیو، وظیفه حفاظت از دنیای انسان‌ها را دارد.
او با کمکِ سایمن لوییس(آلبرت روسنده) بهترین دوستش، جیس هروندیل(دومینیک شروود)، الک لایت‌وود(متیو دداریو)، و ایزابل لایت‌وود(امراود توبیا) سه‌تا از بهترین مبارزان شکارچیان سایه، لوک گرووِی(اشعیا مصطفی) رئیس گله گرگینه‌های شهر و عضو پلیس نیویورک، و مگنس بین(هری شام جونیور) قدرتمندترین ورلاک بروکلین، سعی می‌کند تا با پیدا کردن جاسلین فریچالد، ولنتاین مورگنسترن(آلان ون اسپرانگ) را متوقف کند...

## بازیگران و شخصیت‌ها[۵]

### اصلی
- کاترین مک‌نامارا در نقش کلری فریچالد[۶]
- دومینیک شروود در نقش جیس هروندیل[۷]
- آلبرت روسنده در نقش سایمن لوییس[۸]
- متیو دداریو در نقش الکساندر لایت‌وود[۹]
- امراود توبیا در نقش ایزابل لایت‌وود[۱۰]
- اشعیا مصطفی در نقش لوک گرووِی
- هری شام جونیور در نقش مگنس بِین[۱۱]
- آلیشا واینرایت در نقش مایا رابرتز

### فرعی
- آلان ون اسپرانگ در نقش ولنتاین مورگنسترن
- ماکسیم روی در نقش جاسلین فریچالد[۱۲]
- جان کُر در نقش هاج استارکودر[۱۳]
- دیوید کاسترو در نقش رافائل سانتیاگو[۱۴]
- جِید هَسونه در نقش ملیورن[۱۵]
- ونسا ماتسوئی در نقش دات
- کیتلین لیب در نقش کمیل بلکورت[۱۶]
- نیکولا کوریا-دامود در نقش ماریس لایت‌وود[۱۷]
- پائولینو نونز در نقش رابرت لایت‌وود[۱۸]
- جک فولتن در نقش مکس لایت‌وود
- کریستینا کوکس در نقش ایلین لوییس[۱۹]
- هولی دِوِروکس در نقش ربکا لوییس
- استفانی بنت در نقش لیدیا برانول[۲۰]
- میمی کیزیک در نقش ایموژن هروندیل[۲۱]
- جوئل لبل در نقش الاریک
- جوردن هودیما در نقش بلکول
- شیلین گارنت در نقش مورین براون
- لیزا مارکوس در نقش سوزانا وارگاس
- کورتیس مورگان در نقش پنگبورن
- نایکیم پروو در نقش نوجوانی لوک[۲۲]
- آنا هاپکینز در نقش لیلیث
- ریموند ابلاک در نقش راج
- ویل تودور در نقش  سباستین
- صوفیا واکر در نقش کاتارینا
- الکساندرا اوردولیس در نقش اُلی
- خاویر مونیوز در نقش لورنزو رِی
- luke baines درنقش جاناتان مورگنسترن